# 韓國民俗村
韓國民俗村是一个位于韩国京畿道龍仁市的生態博物館，佔地245英畝，以传统韩国文化作为招徕，遷移並修復了來自全國各地的房屋，打造出朝鮮時代晚期村莊。

## 历史
1974年10月3日成立，是南韓第一個露天博物館，建造初衷是為了保護韓國傳統文化和習俗，包括韓國傳統的建築、飲食和服飾。

## 簡介
在韓國民俗村內，工作人員身穿韓國傳統服飾，裝扮成韓鮮王朝幾個著名人物，包括：佐藤總督、大長今、九尾狐、巨商等。民俗村有四種恆常文化表演觀賞：農樂表演、走鋼索表演、馬背武術表演和傳統婚禮，每天都會上演兩次。
民俗村由朝鮮時期的房屋和工坊組成，遊客可以欣賞到朝鮮王朝的建築特色，並體驗韓國傳統工藝，也可以預約在民俗村內舉行韓國傳統婚禮。

## 在民俗村拍攝的韓國劇集
- 屍戰朝鮮
- 大長今
- 成均館緋聞